# خوان خوسيه غالو
خوان خوسيه غالو (بالإسبانية: Juan José Gallo)‏ مواليد 18 أكتوبر 1924 في إيكويكو - الوفاة 10 يونيو 2003، هو لاعب كرة سلة تشيلي. مثّل منتخب بلاده. شارك في دورة الألعاب الأولمبية الصيفية سنة 1948 وسنة 1952.

## روابط خارجية
- خوان خوسيه غالو على موقع الاتحاد الدولي لكرة السلة (الإنجليزية)
- خوان خوسيه غالو على موقع الاتحاد الدولي لكرة السلة (الإنجليزية)
- خوان خوسيه غالو على موقع الاتحاد الدولي لكرة السلة (الإنجليزية)
- خوان خوسيه غالو على موقع سبورتس رفرنس (الإنجليزية)
- خوان خوسيه غالو على موقع أوليمبيديا (الإنجليزية)